# Hudobné centrum
Hudobné Centrum – Centrum Muzyki w Bratysławie powołane przez Ministerstwo Kultury Republiki Słowackiej, której zadaniem jest promowanie słowackiej kultury muzycznej.

## Historia
W 1969 roku powstała agencja artystyczna Slovkoncert, która zajmowała się organizowaniem festiwali muzycznych i koncertów zarówno muzyki poważnej jak i popularnej. Wcześniej organizacją festiwali i koncertów zajmował się kilka instytucji takich jak: Hudobná a artistická ústredňa. W 1997 roku Slovkoncert stał się częścią Narodowego Centrum Muzyki. W 1999 roku przekształcono je w Centrum Muzyki (Hudobné Centrum).

## Działalność
W skład Centrum wchodzi pięciu działów: dokumentacji, wydawniczy, koncertowy, edukacyjny i ekonomiczny. W 2018 roku Centrum zorganizowało łącznie 1018 koncertów, z czego 816 na Słowacji i 202 za granicą. W stosunku do danych z 2009 roku nastąpił prawie dwukrotny wzrost organizowanych imprez.
Centrum organizuje koncerty w Galerii Miejskiej w Bratysławie, Środkowoeuropejski Festiwal Sztuki Koncertowej Allegretto Žilina (XXIV edycja w 2019 roku), Międzynarodowy Festiwal Muzyki Współczesnej Melos-Étos (XV edycja w 2019 roku) i Dni Muzyki Dawnej (XXIV edycja w 2019 roku). Współpracuje przy organizacji takich imprez jak: Międzynarodowy Konkurs Wokalny im. Mikuláša Schneidera-Trnavského (XXIII edycja w 2019 roku), festiwaliː Pro Musica Nostra Thursoviensi (II edycja w 2019 roku), Pro Musica Nostra Nitriensi (II edycja w 2019 roku), Pro Musica Nostra Sarossiensi (II edycja w 2019 roku) i innych.
W ramach działalności edukacyjnej Centrum organizuje koncerty dla dzieci w przedszkolach i szkołach nie tylko na terenie Bratysławy czy Żyliny ale również w mniejszych miejscowościach. Centrum pokrywa połowę kosztów, drugą część pokrywają szkoły płacąc bonami (kultúrne poukazy). Centrum część projektów realizuje w przedszkolach, które nie otrzymują bonów. W ramach Forum Młodych Talentów (Fóra mladých talentov) Centrum pomaga młodym artystom sponsorując ich występy w międzynarodowych konkursach oraz koncerty za granicą. Od 2006 roku Centrum przyznaje Nagrodę im. Ľudovíta Rajtera. Laureata, którym może zostać młody muzyk, wokalista lub zespół wybiera jury powołane przez Dyrektora Centrum. W ramach narody Centrum pokrywa koszty wydania płyty CD.
Od 2012 roku w trzeci piątek czerwca jest organizowane Święto Muzyki ( wcześniej Noc Muzyki). Oprócz imprez muzycznych Centrum organizuje wycieczki z przewodnikiem po Bratysławie.

## Wydawnictwa
W ramach działalności wydawniczej Centrum wydaje nuty, książki oraz czasopismo Hudobný život. Pismo informuje o najważniejszych imprezach muzycznych na terenie Słowacji, także lokalnych i zagranicznych. W osobnym dziale zamieszczane są informacje o imprezach organizowanych przez Centrum, w tym edukacyjne. Regularnie na łamach pism ukazują się wywiady ze słowackimi artystami i są zamieszczane teksty z historii muzyki.
W 2019 roku spośród wielu wydanych książek, nut i płyt warto zwrócić uwagę na reedycję trzech tomów dzieła (wydanych 1959, 1970 i 2007) Béli Bartóka Slovenské ľudové piesne, które nie są dostępne na rynku oraz przygotowanie czwartego uzupełniającego poprzednie wydania tomu.

## Budynek
Centrum Muzyki mieści się w centrum Bratysławy przy ulicy Michalskej 10. Podczas remontu przeprowadzonego w latach 1975 –1985 w ramach prac archeologicznych odnaleziono na tym terenie ślady wczesnego osadnictwa, w tym fragmenty celtyckiego pieca garncarskiego oraz ceramiki słowiańskiej. Budynek był wielokrotnie przebudowywany. Część pochodzi z XIV wieku, gdy istniał tu dwór św. Katarzyny. Kupili go cystersi i rozbudowali. W XVI wieku budynek kupiło miasto, a następnie w 1678 roku budynek stał się własnością kapucynów. W XVIII wieku sprzedali oni budynek, a po kolejnych rozbudowach uzyskał on obecny wygląd. W dwóch salach na II piętrze zachowały się pochodzące z 1800 roku freski Ferdinanda Landerera. Budynek jest wpisany do rejestru zabytków.

## Biblioteka
W ramach Centrum funkcjonuje biblioteka, która gromadzi i udostępnia zbiory. Biblioteka prowadzi digitalizację cennych zbiorów. W 2018 roku ogłoszono konkurs na projekt przebudowy pomieszczeń biblioteki. W 2019 roku prowadzono remont zajmowanych przez nią pomieszczeń i z tego powodu biblioteka nie udostępniała zbiorów. 